# Acteonemertidae
Acteonemertidae is een familie van snoerwormen uit de orde Monostilifera.

## Geslachten
- Acteonemertes Pantin, 1961
- Antiponemertes Moore & Gibson, 1981
- Argonemertes Moore & Gibson, 1981
- Katechonemertes Moore & Gibson, 1981
- Leptonemertes Girard, 1893